# Palmsöndagen
Palmsöndagen är söndagen före påsk, som i kyrkoåret inleder stilla veckan. Palmsöndagen är ägnad minnet av Jesu intåg i Jerusalem, då han red på en åsna in till Jerusalem och hyllades av folket. Åsnan lät han hämta i Betfage på sin väg från Betania.
Inom Romersk-katolska kyrkan, men även på andra håll och även inom Svenska kyrkan, företas palmsöndagsprocession, då de troende vandrar med palmkvistar i händerna. Innan processionen uttalar prästen en välsignelse och stänker vigvatten på kvistarna och processionen med hjälp av en aspergil. När palmsöndagen infaller finns i Sverige inte mycket annat utslaget än vide och sälg, så här och i andra nordeuropeiska länder användes i stället för palmkvistar kvistar av antingen vide eller sälg som då kallades för palmer. I Svenska kyrkan är den liturgiska färgen violett, och på altaret står sälgkvistar och två tända ljus. Temat är "Vägen till korset". 
Söndagen åminner om Jesu intåg i Jerusalem då folket hälsade honom med palmkvistar i händerna. Episoden återberättas i Bibeln i Markusevangeliet 11:1-11, Matteusevangeliet 21:1-11, Lukasevangeliet 19:28-44, Johannesevangeliet 12:12-19. Intåget finns också i predikotexten för första advent. Jesu intåg i Jerusalem inträffade veckan innan hans död och återuppståndelse, och räknas därför som inledningen till stilla veckan. Evangelierna berättar att Jesus red in i Jerusalem på en åsna, vilket av kristna betraktas som ett profetiskt tecken eftersom detta anspelar på en judisk tradition om Messias som bygger på profetian i Sakarja 9:9, "Fröjda dig storligen, du dotter Sion; höj jubelrop, du dotter Jerusalem. Se, din konung kommer till dig; rättfärdig och segerrik är han. Han kommer fattig, ridande på en åsna, på en åsninnas fåle". Evangelierna berättar att när Jesus så red in på åsnan i Jerusalem, hälsade folket honom med tillropet "Hosianna, Davids son, välsignad vare han som kommer i Herrens namn", samt lade ner sina mantlar, kvistar och löv på marken framför åsnans fötter. Innan intåget hade Jesus med lärjungarna varit i Betania hos Lasaros, som Jesus väckt från de döda, och Maria hade smort hans fötter med olja.

## Svenska kyrkan
Söndagens tema enligt 2003 års evangeliebok är Vägen till korset. De bibeltexter som används för att belysa dagens tema är:
| Matteusserien                                                 | Markusserien                                                           | Lukasserien                                               | Johannesserien                                                   | Psaltarpsalm        |
| Jesaja 56:6–8 Efesierbrevet 2:12–16 Matteusevangeliet 21:1–11 | Andra Moseboken 13:6–10 Hebreerbrevet 2:14–18 Markusevangeliet 11:1–11 | Jesaja 50:5–10 Romarbrevet 5:1–5 Lukasevangeliet 19:28-40 | Sakarja 2:10–13 Filipperbrevet 2:5–11 Johannesevangeliet 12:1-16 | Psaltaren 118:19–29 |